# Friedrich Samuel Bock
Friedrich Samuel Bock (ur. 20 maja 1716 w Królewcu, zm. 30 września 1785 tamże) – wszechstronny naukowiec zajmujący się teologią, historią 
i naukami przyrodniczymi.

## Życie i działalność
Pochodził i związany był przez niemal całe życie z Królewcem, gdzie jego ojciec Georg Bock (zm. 1729) był lekarzem miejskim, matką była Barbara Ditter. Jego bratem był poeta i badacz literatury – Johann Georg Bock (1698–1762). Ożenił się z Anną Justiną Tortilovius. Miał syna – Karla Gottlieba (1746-1829), będącego urzędnikiem w Prusach Wschodnich i poetą.
W rodzinnym mieście uczył się w Collegium Fridericianum, a następnie studiował na Uniwersytecie w Halle (1732–1737). Z powodu słabego zdrowia przeniósł się na wieś, gdzie pracował pięć lat jako nauczyciel. Po powrocie do nauki tytuł magistra uzyskał w Halle w 1743 roku rozprawą z zakresu teologii przyrody. W latach 1748–1753 był wykładowcą oraz kapelanem w oddziale dragonów w Królewcu. W roku 1753 został mianowany profesorem greki. Przez wiele lat wykładał teologię i grekę na Uniwersytecie Albertyna, pełnił także funkcję bibliotekarza uniwersyteckiego (1753–1778).

## Publikacje
Bock publikował dzieła teologiczne, moralitety, jak również prace z zakresu gospodarki i przyrody. Wydał pięciotomowe dzieło „Versuch einer wirthschaftlichen Naturgeschichte von Königreich Ost- und Westpreussen” (1782–1785), którego tom III z 1873 roku opisuje szatę roślinną Prus Wschodnich i Zachodnich. Jest to praca kompilująca dotychczas opublikowane dane innych autorów, zwłaszcza Gottfrieda Reygera, dotyczące roślin uprawianych i wykorzystywanych w Prusach w drugiej połowie XVIII wieku. W przedmowie autor dokonał przeglądu literatury botanicznej Prus od jej początków do roku 1782.
Inne prace:
- Einl. in d. Kenntnis d. Reiche u. Staaten d. Welt, 1745, kolejne wydania: 1750, 1785.
- Grundriß v. d. merkwürd. Leben … Herrn Albrecht d. Ä. in Preußen, 1745, 1750.
- Preußische Kirchenregistratur. 1769.
- Historia Antitrinitariorum, T. 1, 1774/76, T. 2, 1784/85.
- Lehrbuch für die neueste Polemik. 1782.
- Der göttliche Triumph bei der Geburt Jesu.
- Das redende Blut Jesu.
- Natur- und Handlungsgeschichte der Häringe. 1768.
- Versuch einer kurzen Naturgeschichte des Preußischen Bernsteins und einer neuen wahrscheinlichen Erklärung seines Ursprungs. 1767.